# Okak (gent)
Els Okak són un poble de l'Àfrica Central, part del grup Fang , que viuen a Camerun, Gabon i Guinea Equatorial.
A Guinea Equatorial, es troben principalment a la regió de Wele-Nzás, al sud-est del país. A Gabon, estan dispersos per la província de Ogooué-Ivindo, i conviuen amb altres pobles en determinats pobles. El poble Okak és conegut pel seu respecte cap als llaços familiars i la seva inclinació envers els valors tradicionals.

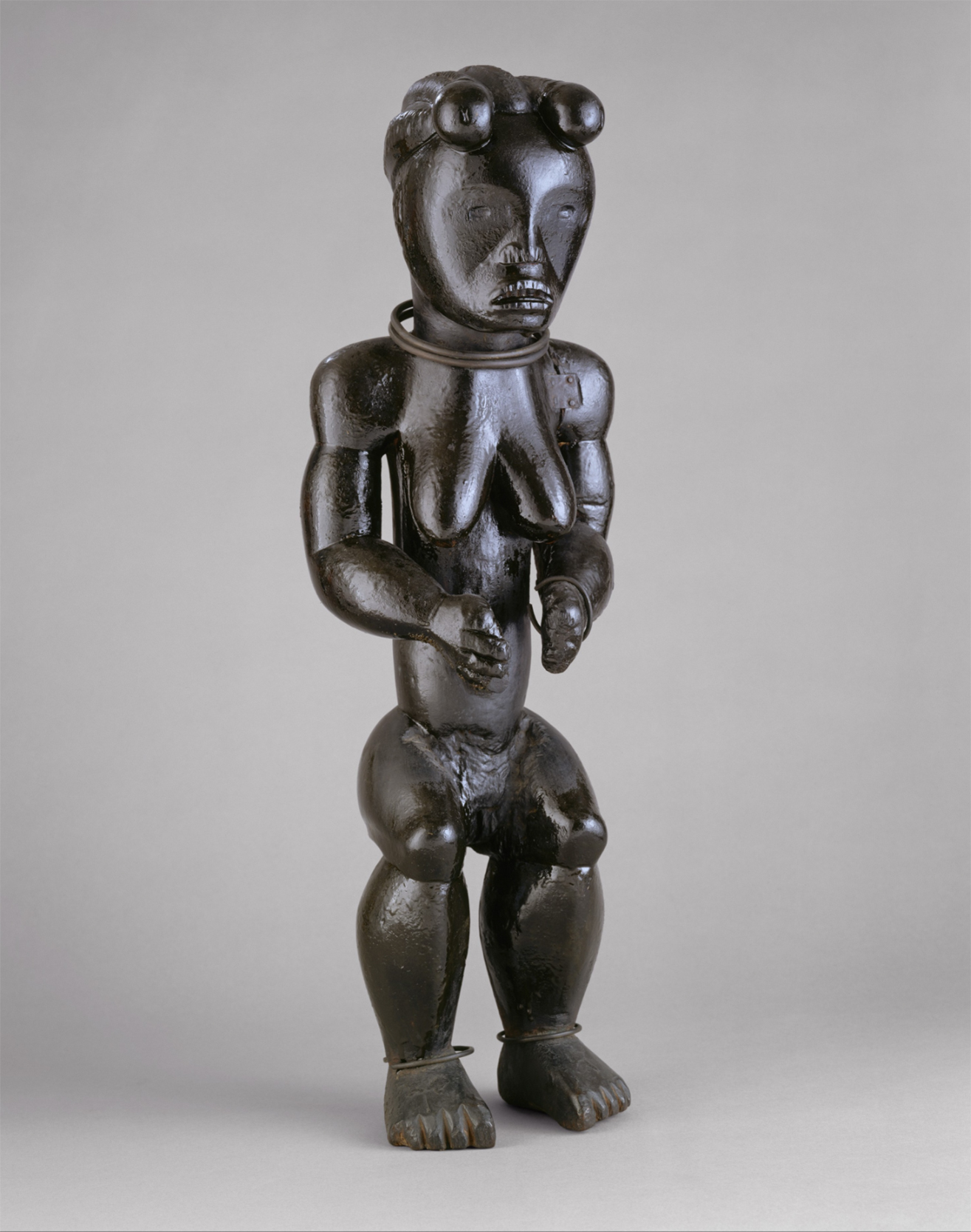
Estàtua de l'avantpassat Okak, Museu Metropolità d'Art

## Idioma
El seu idioma és el Fang, una llengua bantú. A Guinea Equatorial parlen el dialecte Okak. A Gabon, parlen el dialecte Ndzamane.